# 高橋洋二 (実業家)
髙橋 洋二（たかはし ようじ、1943年3月6日 -　）は日本の実業家で、ユニマットグループ代表である。フレッシュネス代表取締役社長なども歴任。

## 来歴
中央商業高等学校（現中央学院大学中央高等学校）卒業。中央商業では吉野賢治教諭（のちに太田昭和監査法人副理事長等）の簿記の授業などを受けた。後年、学校法人中央学院理事や同評議員に就任。
高校卒業後アルバイトで得た資金と親の援助を元手にして25歳で独立して神田で婦人服輸入業を始める。29歳頃に消費者金融業を始めて「ユニマットレディス」を全国におよそ300店舗を展開して融資残高3000億円ほどで業界6位へ躍進したほか、飲食や不動産など事業を多角化している。42歳で自動販売機事業を運営するユナイテッドスティールを買収して業界1位へ成長させた後、現在の株式会社ユニマットライフに当たるオフィスコーヒーサービス事業を分社し、57歳で自販機事業、消費者金融事業など主要な会社を売却して売却利益1750億円を得ている。2012年フレッシュネス代表取締役社長。

## 個人資産
2000年度課税額が184億9600万円で現在までの史上最高額だが納税額は税率差で2位である。1980年代前半から、東京の地価高騰に大きく寄与した一人として知られるようになった。自己資金と借入金を活用し、都内青山を中心に戦略的に土地を取得。この不動産投資は、後のバブル景気による価値の高騰により、40代後半には資産1000億円余となる。

## ユニマットコレクション
高橋は事業の傍らフランス近代美術を中心とする西洋美術品の収集を行い、ダヴィッド、ドラクロワ、ミレー、コロー、エンネル、クールベ、ドガ、ルノワール、ドラン、デュフィ、ユトリロ、モディリアーニ、藤田嗣治らの絵画作品や、ラリックのガラス工芸品、宝飾品などによる『ユニマットコレクション』 を形成している（ユニマットホールディング所蔵）。2017年から2018年にかけて展覧会「ユニマットコレクション　フランス近代絵画と珠玉のラリック展 －やすらぎの美を求めて－」を開催。初めてコレクションが一般公開された。神戸市立小磯記念美術館を皮切りに、岩手県立美術館、北海道立旭川美術館、佐世保市博物館島瀬美術センターを巡回。絵画とラリック作品約100点が展観された。また2019年から2020年にかけて展覧会「ラリック・エレガンス　宝飾とガラスのモダニティ －ユニマットコレクション－」が開催され、ラリック作品や宝飾品を中心に展示。練馬区立美術館、パラミタミュージアム、そごう美術館と巡回した。

## テレビ番組
- 日経スペシャル ガイアの夜明け 復活する土地神話（2004年11月9日、テレビ東京）[15]。